# 阮國君
阮國君（越南语：／；1953年11月20日—）是一位出生於越南的美國數學研究員和人權活動家，也是反共組織越南更新革命黨的領導委員會成員。他於2012年4月17日抵達越南胡志明市新山一國際機場後被拘留。2012年4月28日，越南官方媒體報導稱，這名「民主活動人士」已被捕，並被指控組織「恐怖主義」活動。此前，阮國君博士於2007年11月17日在越南胡志明市旅行時因準備民主傳單而被捕。在第一次訪問期間，他帶來了關於非暴力抵抗的《從獨裁到民主》一書的越南譯本。2008年5月13日，他在越南受審，罪名是「恐怖主義」，被判處6個月監禁。他最終於2008年5月17日獲釋，並回到加利福尼亞州埃爾克格羅夫的家中，與妻子和兩個十幾歲的兒子團聚。2012年，他在前往越南時再次被捕，並被關押9個月。在美國的強大壓力下，他於2013年1月30日被驅逐出境。